# Il tempo. Le parole. Il suono
Il tempo. Le parole. Il suono è un album discografico del gruppo musicale italiano 99 Posse, pubblicato il 22 aprile 2016.

## Tracce
1. Ve lassammo ccà (feat. Valerio Jovine) – 3:02
2. Combat reggae (feat. Mama Marjas) – 3:29
3. TPS – 4:32
4. Va bene – 3:14
5. Vocazione rivoluzionaria (feat. Enzo Avitabile) – 3:54
6. Nun è overo – 1:58
7. Dedicata – 3:58
8. Sento una musica (feat. Rocco Hunt) – 3:39
9. Dentro ai tuoi occhi – 2:57
10. Qui (feat. Valerio Jovine) – 3:38
11. La difficoltà (feat. Andrea D'Alessio) – 3:57
12. Tempi un poco strani (feat. Lo Stato Sociale) – 4:08
13. Prosperano i mostri (feat. Speaker Cenzou) – 4:28
14. Mai uei – 2:45
15. Tutto sembra splendere – 3:10
16. 87 ore – 3:11